# Deleni (gmina w okręgu Konstanca)
Deleni – gmina w Rumunii, w okręgu Konstanca. Obejmuje miejscowości Deleni, Petroșani, Pietreni i Șipotele. W 2011 roku liczyła 2388 mieszkańców.